# Commana
 Commana  (en bretón Kommanna) es una población y comuna francesa, situada en la región de Bretaña, departamento de Finisterre, en el distrito de Morlaix y cantón de Sizun.

## Demografía
| 1462 | 1370 | 1262 | 1153 | 1061 | 988 |
| Para los censos de 1962 a 1999 la población legal corresponde a la población sin duplicidades (Fuente: INSEE [Consultar]) |      |      |      |      |     |